# Bernardia fruticulosa
Bernardia fruticulosa är en törelväxtart som beskrevs av Brother Alain. Bernardia fruticulosa ingår i släktet Bernardia och familjen törelväxter. Inga underarter finns listade i Catalogue of Life.